# 麗しの瞳
『麗しの瞳』（Soul Kiss）は、1985年にリリースされたオリビア・ニュートン＝ジョンの13枚目のスタジオ・アルバムである。

## 概要
産休前最後のスタジオ・アルバムであった。
同年には同名のミュージック・ビデオ集が発売され、「ソウル・キッス」「恋愛専科」「永遠(とこしえ)の絆」「哀しき愛の運命(さだめ)」「ライト・モーメント」の5曲のミュージック・ビデオが収録された。

## 収録曲
1. 恋愛専科 - Toughen Up
2. ソウル・キッス - Soul Kiss
3. クィーン・オブ・パブリケーション - Queen of the Publication
4. 永遠(とこしえ)の絆 - Emotional Tangle
5. 哀しき愛の運命(さだめ) - Culture Shock
6. 甘い誘惑 - Moth to a Flame
7. 眠れぬ想い - Overnight Observation
8. 愛の行方 - You Were Great, How Was I?
  - カール・ウィルソンとのデュエット
9. ドライヴィング・ミュージック - Driving Music
10. ライト・モーメント - The Right Moment

日本盤 ボーナス・トラック
1. 恋に魅せられて - Electric

2010年リマスター盤　ボーナス・トラック
1. 恋に魅せられて - Electric
2. ソウル・キッス(エクステンデッド・ヴァージョン) - Soul Kiss (Extended Version)